# Bộ Kiến (見)
Bộ Kiến, bộ thứ 147 có nghĩa là "thấy" là 1 trong 20 bộ có 7 nét trong số 214 bộ thủ Khang Hy.
Trong Từ điển Khang Hy có 161 chữ (trong số hơn 40.000) được tìm thấy chứa bộ này.

## Tự hình Bộ Kiến (見)

Giáp cốt văn
Kim văn
Đại triện
Tiểu triện

## Chữ thuộc Bộ Kiến (見)
| Số nét bổ sung | Chữ Hán phồn thể              | Chữ Hán giản thể |
| -------------- | ----------------------------- | ---------------- |
| 0              | 見/kiến/                      | 见               |
| 2              | 覌/quan/ 覙/chẩn/             | 观               |
| 3              | 䙷/đức/ 䙸/đắc/ 覍 覎         | 觃               |
| 4              | 䙹 䙺 䙻 規 覐 覑 覒 覓 覔 視 | 规 觅 视         |
| 5              | 䙼 䙽 䙾 䙿 覕 覗 覘 覚       | 觇 览 觉         |
| 6              | 䚀 䚁 覛 覜                   | 觊               |
| 7              | 䚂 䚃 覝 覞 覟 覠 覡 賑       | 觋               |
| 8              | 䚄 䚅 覢 覣 覤 覥             | 觌 觍            |
| 9              | 䚆 䚇 䚈 䚉 覦 覧 覨 覩 親    | 觎               |
| 10             | 䚊 䚋 䚌 覫 覬 覭 覮 覯       | 觏               |
| 11             | 䚍 䚎 覰 覱 覲 観             | 觐 觑            |
| 12             | 䚏 䚐 䚑 䚒 䚓 覴 覵 覶 覷 覸 |                  |
| 13             | 覹 覺 覻                      |                  |
| 14             | 䚔 覼 覽                      |                  |
| 15             | 覾 覿                         |                  |
| 16             | 觀                            |                  |
| 19             | 䚕                            |                  |
| 24             | 䚖                            |                  |